# Biblioteca Nacional de Portugal
La Biblioteca Nacional de Portugal (BNP) es una biblioteca localizada en Lisboa, Portugal, que reúne una amplia colección de documentos y publicaciones portugueses. Fue creada el 29 de febrero de 1796, con el nombre de Real Biblioteca Pública da Corte, con el objetivo de poner todos los fondos de la Biblioteca Real a disposición de todos los usuarios lo más rápidamente posible, a diferencia de la tendencia europea de la época, que consistía en restringir la consulta los documentos tan sólo a un público selecto de eruditos. El edificio actual fue inaugurado en 1969, obra de Porfírio Pardal Monteiro.
La Biblioteca Nacional de Portugal tiene también la misión de reunir todas las obras publicadas en el territorio portugués, mediante la política de depósito legal, además de adquirir obras consideradas especialmente importantes por su valor bibliográfico o cultural.
En la actualidad, la Biblioteca Nacional está adaptando sus fondos a las nuevas tecnologías, con el objetivo de ofrecer una mayor facilidad de acceso a los documentos a través de internet. De hecho, esta biblioteca se encuentra entre las entidades fundadoras de The European Library     (Proyecto TEL).

## Colección

### Publicaciones periódicas
La Biblioteca Nacional de Portugal alberga, además de su catálogo de libros, más de 50.000 títulos de periódicos y otras publicaciones periódicas, de los cuales 12.000 son títulos portugueses actuales y 240 son extranjeros también en publicación en la actualidad. Aunque la mayor parte de estos títulos pertenecen a los siglos XIX, XX y XXI, también se conservan revistas y periódicos del siglo XVII y XVIII, como la Gazeta da Restauração (1640), primer periódico portugués, o la Gazeta de Lisboa (1715). El Açoriano Oriental(1835) y la Revista Militar (1848) son los títulos más antiguos todavía en curso. Entre la prensa extranjera conservada en la Biblioteca, destaca la producida en Brasil y en África (por ejemplo, en Macao o Goa). 
La Biblioteca Nacional de Portugal está en estos momentos en proceso de microfilmación de un gran número de publicaciones periódicas, especialmente las que provienen de los siglos XIX y XX, entre las que se encuentran O Português o el Mercúrio Político, la Revolução de Setembro, la Ilustração Portuguesa, el Diário de Notícias, O Século y O Expresso.

### Manuscritos
El Área de Manuscritos existe, con esta designación, desde 1980, integrada en la Divisão de Serviços de Reservados, aunque una sección similar existía ya desde la fundación misma de la Biblioteca. Esta Área reúne actualmente seis colecciones de manuscritos, hasta alcanzar un número total de cerca de 15.066 códices y cerca de 36.000 manuscritos sueltos que abarcan desde el siglo XII hasta el XX.

### Colecciones patrimoniales y Archivo
El área del Archivo Histórico reúne fondos y colecciones constituidas por documentos de archivo de distintas procedencias, entre el siglo XI y el XX. Predominan los archivos personales y de familia, aunque también se conservan fondos de la administración central y local, judiciales, notariales, eclesiásticos, etc. Estos fondos han sido reunidos, en gran parte, como consecuencia de la disolución de las órdenes religiosas en Portugal en 1834, y de las que siguieron a la implantación de la República, así como de compras y donaciones.